# سيرجيو غارسيا سيبولفيدا
سيرجيو غارسيا سيبولفيدا (بالإسبانية: Sergio García Sepúlveda)‏ هو سياسي مكسيكي، ولد في 3 مارس 1963 في ولاية خاليسكو في المكسيك. حزبياً، نشط في حزب العمل الوطني. وقد انتخب عضو مجلس النواب المكسيك.